# Хришћанско монаштво
Хришћанско монаштво (од грч. μονος – сам, цео, μοναζειν –живети сам, μοναχος, μοναστης – целостан. читав, истинит) Опште је прихваћено да је хришћанско монаштво у свом уобичајеном облику настало у Египту неколико векова после земаљског живота Исуса Христа, а одатле се постепено ширило по остатку хришћанског света.

## Предуслови за настанак

### Старозаветна ера
На појаву хришћанског монаштва у великој мери су утицала два верска покрета у јеврејској религији која су проповедала строг начин живота: есени и терапеути. Пример Јована Крститеља одиграо је огромну улогу у његовом начину живота, хришћански апологети су нашли прототип за будуће монаштво.

### Нови завет
Са становишта многих хришћана, Исус Христос је својим животом открио апсолутни идеал монашког достигнућа: у целомудрености, у нестицању, у смирењу до смрти на крсту. Богородица је друга најважнија фигура у хришћанству, поштована због свог девичанства, несебичности и послушности. Готово сви апостоли и први хришћани Јерусалимске заједнице такође се сматрају извршиоцима монашких врлина. По угледу на апостоле, први хришћани су се, у сиромаштву и одрицању од ужитака овога света, посветили искључиво проповедању речи Божије. Други, одричући се брака и имовине, постали су чланови хришћанских заједница, посветили се проповеди хришћанства, сталном покајању, честом причешћивању, служењу сиромашнима, убогима, помагању затвореницима и болеснима. Сусрет хришћанства са грчко-римским светом утицао је на потребу да се све оштрије негирају главне одлике овога света као царства греха и ђавола, да се све оштрије истиче разлика између живота „по тело“ и живот „по духу“, да се истакне да је „телесни ум смрт, а „духовни ум живот и мир“, да је „телесни ум непријатељство против Бога“ и „они који живе по тело не може угодити Богу“ и позивају на „умртвљивање духом дела тела“ (Рим. 8:6-8,13).
Са развојем идеје монаштва дошло је до покушаја да се хришћанин изолује од света и потпуно се посвети служењу Богу. Већ у књизи Дела апостолских (Дела 9,36-41) и у првој посланици Тимотеју (1. Тим. 5,3-16) спомињу се „удовице“, као и ђаконице које се посвећују молитви и хришћанском милосрђу. Може се претпоставити да се радило о посебној класи жена које су живеле заједничким животом изоловане од света, а назив „удовице“ можда се не разуме буквално с обзиром на помињање у краткој верзији Игњатијевог писма Смирњанима од „девојке зване удовице“ (грчки: τας παρθενους τας λεγομενας (χηρας). У хагиографској литератури се такође помињу рани настанак монашког живота. Дакле, житије свете мученице Јевдокије сведочи да су већ у 2. веку постојале, ако не пуноправни манастири, онда већ потпуно формиране заједнице хришћанских девица. Живот Евгеније Римске указује на постојање манастира већ у 3. веку.

### Наводни утицај гностицизма
Релативно рано се појавило мишљење да Јеванђеље даје два модела живота и светости: један је обавезан за све, други је добровољан, понуђен онима који теже највишој светости. Даљи утицај су произашле из идеја александријских неоплатониста о очишћењу духа уздржавањем од телесних задовољстава и посебно идеја гностика. Привучени хришћанству висином јеванђељског учења и чистоћом живота хришћана првих векова, гностици су у теоријско објашњење суштине нове религије унели особине свог учења које су му биле туђе: оштро су супротставили Бог, творац духа, са светом материје – светом чулних ограничења и коначности – светом зла. Гностици су учили да је људски дух искра Божија, заробљен непријатељским плотским принципом, свет чулног, да је наше спасење кроз Христа ослобођење духа од телесности, обнављање чисте духовности нашег бића. Из овога је следило да највиши циљ људских тежњи треба да буде потпуно укроћење тела, потпуно одрицање од злог принципа и поновно сједињење са првобитним извором духа, божанством. Ова дуалистичка гледишта античког гностицизма, а касније монтанизма и посебно манихеизма, црква је одбацила као јерес.
Међу првим хришћанским теолозима истиче се Ориген зарад подвига, он се кастрирао, што је Црква осудила; Такви расколници као што су новатијанци, донатисти и циркумцелиони (лутајући хришћани) такође су познати по својој претераној строгости живота.

### Рођење монаштва у Египту
Предање, које су сачували углавном блажени Јероним, Атанасије Александријски, Руфин, Паладије и Созомен, саопштава следеће о почетку монаштва у виду потпуног одвајања од света.
За време гоњења хришћана од стране цара Декија (249-250), Павле, родом из Доње Теваиде, побегао је у пустињу и сакрио се у тајну пећину, где је живео до старости. Овде га је, уочи смрти, посетио чувени подвижник Антоније. Антоније Велики је привлачио себи привремене посетиоце и сталне подражаваоце и ученике, чије су пустињачке келије испуњавале пустињу. Отприлике у исто време, у Сирији и Палестини, пустињачки живот се развио под утицајем Илариона Великог, који је потражио уточиште у пустињи близу града Газе.
Оснивач другог облика монаштва, киновијског, или коенобитског, сматра се Пахомије Велики. У Горњем Египту, северно од Тебе, у Табени, око 340. године, од расејаних испосника аскета, настала је заједница по Пахомијевом правилу, које је најстарије писано правило монашког живота и брзо се проширило по целом хришћанском свету. Ова повеља је до нас дошла у разним издањима, од којих је, вероватно, најближа оригиналном облику она коју је пренео Паладије (у свом делу „η προς Λαυσον ιστορια”). Опширнија верзија сачувана је у латинском преводу који се приписује Јерониму (у Холстену, “Цодек регуларум”, 1, 26-36).

### Киновијско монаштво
Киновијско монаштво развило се на тај начин што су монаси живели у одвојеним келијама . Одређен број таквих ћелија чинио је лавру (грчки: λαυρα). У свакој лаври постојало је заједничко место за трпезу и друга окупљања свих монаха. Понекад су се монаси насељавали у једну зграду и формирали манастир или конак у ужем смислу речи. Рад је био распоређен међу монахе према снази сваког. Они су се најпре састојали у обрађивању земље за сопствене потребе, у плетењу простирки и корпи од нилске трске; тада су почели да се развијају занати: ковачки занат, израда чамаца, ткање, обрада коже итд. Вишак производње требало је поделити сиромашнима. У пракси се то није увек поштовало и, супротно повељи, монаси су понекад на овај начин стицали приватну својину.

### Живот монаха
Сви монаси су носили исту одећу и састојали се од: 
- дуга платнена (или вунена) кошуље;
- аналава - вунени завој који се носи испод руку;
- кожни појас;
- милоти, односно спољашњи огртач од беле козје или овчије коже;
- кукуља, или капе купастог облика и
- мафорија - покривач за шешир, попут капуљача или башлика.

Ни за време оброка ни у кревету нису смели да скину мантије и појасеве, од којих су се монаси растајали само суботом и недељом, када су се окупљали да одслуже Свету Литургију. Поред ових састанака, састајали су се два пута дневно на заједничкој молитви и на трпези, при чему су морали да носе капуљаче да не би видели своје комшије. За време оброка читала се Библија или поучна дела. Никада један монах није могао да приђе другоме ближе од лакта. Свака особа је морала да спава у засебној, скученој, закључаној соби. Односи са остатком света скоро да нису постојали, а одржавање породичних веза сматрало се грехом. Храна монаха била је врло једноставна: хлеб, вода, јела од зеља или пасуља („пиво са травама“ и „сочиво“, према терминологији словенских статута). Зачин се састојао од соли и маслиновог („дрвеног“) уља. Читав низ рецепата упозорава монахе од исмевања, празнословља, лажи и обмане. За кршење ових прописа изричу се оштре казне, међу којима у статуту Пахомијева – за крађу, бекство и свађе – постоје и телесне казне (Рег. Пацх., 87, 121), несачуване каснијим правилима. Ово се очигледно објашњава чињеницом да су манастир Пахомијев углавном посећивали људи из нижих слојева египатског становништва, који су у монаштву тражили ослобођење од угњетавајућих услова свог живота. Уласку у манастир претходила је трогодишња строга обука. Монаси који су живели у околини Табене формирали су неколико манастира, од којих је главни био манастир Табена. На челу сваког манастира стајао је посебан начелник - игуман, који је, пак, био потчињен начелнику главног манастира. Игуман који надгледа, поред својих, и друге манастире, касније је на Западу добио титулу архимандрита, овоме одговара и титула предстојатеља. Управљање манастирским приходима и расходима лежало је на управнику, који је такође био потчињен управитељу Табене. Накнадно су овим придодати и многи други чинови манастирске управе: за надзор монаха, за управљање црквом и богослужењем, за вођење економије. Све функције постављао је игуман, а њега самог бирала је братија.

### Појава женских манастира
Међу мушким манастирима Табена, на иницијативу Пахомија, његова сестра је основала женски манастир, организован готово на истим принципима као и мушки, и потчињен равноправно са њима игуману главног манастира Табена. Ово оснивање женских манастира заједно са мушким, које је дозволио Василије Велики, који је подигао свој мушки манастир у Понту поред женског манастира своје мајке и сестре, довело је до појаве такозваних двоструких манастира. У њима су монаси и монахиње живели у две зграде смештене једна близу друге или чак у две половине исте зграде.
Ахнини. Такви манастири су често изазивали искушења и у каснијим временима, после низа наредби световних и духовних власти, бивали су уништени. Према црквеним историчарима 4-5 века, успех Пахомијеве повеље био је толики да се и пре његове смрти у Табени и њеној околини окупило око 7.000 монаха. Амон га је увео у Нитријску пустињу (западно од јужног дела делте Нила), где се убрзо окупило неколико хиљада монаха, Иларион – међу сиријским и палестинским пустињацима, Јевстатије Севастијски – у Јерменији, Атанасије Александријски – у Италији, од где се монаштво ширила по целој западној Европи, модификована од стране разних организатора монаштва, све док је није заменило Бенедиктанско монаштво, која је дуго времена задржала искључиву превласт на Западу.
На Истоку је место Пахомијевог статута и других који су били у локалној употреби (нпр. статути Пафнутија, Серапиона и др.) заузео статут Василија Великог, који је први увео Пахомијев статут у Кападокију и Понт, али га је потом заменио својим, који је задржао многе карактеристике Пахомијевог статута. Ова повеља у два издања (δροι κατα Πλατος – опширна правила и δ. κ. επτομην – скраћена правила), заједно са „подвижничким заповестима”, детаљније развија принципе кинобијског система, ублажавајући озбиљност Пахомијеве повеље. Сви каснији источни статути (од којих су најпознатији они Саве Освећеног, Теодора Студита и Атонског, или „Свете Горе“, који воде порекло од Светог Атанасија) у суштини су понављали статуте Пахомија и Василија.

### Аскеза
Киновијска форма у духу Василија Великог није задовољила све. За строге аскете чинило се неопходним екстремније, апсолутно одрицање од света. Дакле, не само да је настављен дотадашњи пустињаштво (у 4. веку – Амон, Арсеније, Макарије Египатски и многи други), већ су створени и нови екстремни облици аскетског самоодрицања:
- усамљености, у којој пустињак није излазио из своје келије дуги низ година, а понекад и деценија, не видећи људе и само кроз прозор изолације разговара са њима и добија све што му је потребно;
- ћутање, некомуникација, такође, дуги низ година;
- столпници, чији је оснивач био Симеон Столпник, који се затворио на „стуб“, односно малу кулу са платформом на врху, на којој је живео, без обзира на промене времена.

Постојали су и облици аскетизма које је црква осуђивала. Подвижништво, се понекад претварало у професију или потпуно дивљаштво и необузданост. Ова потоња својства била су карактеристична за дивље покрете: Сараваита, Гировага, Ремобота, Киркумкелионса, који су већ у 4. веку задивљавали својом махнитошћу. 
Изобличења су се увукла и у кеновијско монаштво: тзв приватни манастири (грч. μοναστηριον ιδιορυθμον), где је свако, живећи у посебној келији, задржавао права приватне својине и уређивао своју материјалну ситуацију по сопственом нахођењу. Редови монаштва почели су да се често попуњавају насилно постриженим, понекад веома утицајним личностима у секуларном друштву, које су византијски цареви из неког разлога сматрали опасним и сматрали да је потребно да уклоне из света. Световна власт се стално мешала у црквена питања, а црквена јерархија у политику. И једни и други су позивали монахе на сарадњу или противљење, услед чега је монаштво почело да узима све веће учешће у јавном животу. Идеал монаштва остао је, међутим, неприкосновен: источно монаштво није имало, историјски развој сличан запаном.

## Организација монаштва
После векова прогона хришћана у Римском царству, Константин Велики је 313. године дао хришћанима потпуну слободу вероисповести, па чак и неке привилегије. У Цркву се слило мноштво недовољно религиозних људи, спољне границе Цркве су биле замагљене, али су унутар ње расле унутрашње поделе између свештенства и лаика, између племенитих дворских хришћана и сиромашних, и између хришћана различитих (понекад непријатељских) држава. Као резултат тога, већина верника више није живела високо моралним животом који су имали први хришћани. Чак је и црквена хијерархија, стално у контакту са секуларним полупаганским друштвом и несвесно позајмљујући неке од његових облика организовања, постепено „постајала секуларна“ .
Не налазећи задовољство у хришћанском друштву (и истовремено га не поричући, као што су то чинили подвижници, нарочито ревносни хришћани почели су да се изолују од њега. Они који су тражили такву изолацију у почетку су остајали у насељеним местима, чак и у породици, прекидајући само комуникацију са другима, и насељавали се у келије у близини храма, где су одлазили на молитву. Овај древни облик монаштва је дуго опстао у Византији, а потом се преселио у Русију и друге земље Европе.
Већ у 4. веку по насељеним градовима почеле су да се шире монашке заједнице, „тагма спудеи“. Век касније појавила се монашка заједница акимита (грч. ακοιμηται - непрестана), следбеника светога Александра Цариградског, који је донео из Сирије посебну повељу о монашком животу, која је предвиђала повећање трајања заједничке молитве на рачун времена издвојеног за рукотворине. Посебност непрекидних манастира била је у томе што су монаси, подељени у три смене, смењивали богослужење у непрекидном току дана и ноћи.
Неки од њих су се повукли у пуста, ненасељена места, где се уз анахоретски живот – пустињаштво или моногамију – формирао и „заједнички живот“, монаштво ценобита. Хришћанско монаштво као установа створена са одређеном свесном сврхом и која има за то прилагођену организацију настало је тек у 4. веку у Египту, али развој његове идеје почиње од раних времена хришћанства. Василије Велики саставио је „Велики подвижник“ – монашку повељу. У 5. веку свети Јован Касијан је описао монашки живот у 12 књига „О уредби палестинских и египатских манастира“. Бекство из света у монаштво посебно је било појачано у време немилосрдних ратова, народних устанака, глади, епидемија, земљотреса и других непогода и катастрофа. Неки монаси су веровали да је свет грешно царство уништења, које се мора потпуно одрећи. Други су веровали да свет, који лежи у злу, треба да буде потчињен Богу утицајем монаштва. Први поглед је поглед на најстарије монаштво, очувано у својој највећој чистоти у источном, православном монаштву. Друго гледиште је покушало да примени углавном западно, католичко монаштво.
Понекад су се поједини монаси, па и читави манастири, активно мешали у световни, па и државни живот, реметили црквене саборе, сукобљавали се са појединим јерарсима и световним великашима и подржавали народне немире. О монаштву се често мислило као о духовној слободи, где се не може бојати за свој углед и где су подстицани „религиозни експерименти“, који су врло брзо забрањени и проглашени за погубну духовну заблуду.
С друге стране, лош утицај и искушења грешног света неодољиво су продирали и у најудаљеније испоснице. Манастири су стекли велику славу и поштовање међу хришћанима - овамо су се стизале гомиле људи, што је довело до претераног богаћења првобитно сиромашних монашких заједница. Нарочито поштовани монаси почели су да се приморавају да се рукополажу у свештенство, прво за ђаконе и свештенике, а затим и за епископе, и тако бивали увучени у бриге и решења светских проблема који су монасима били страни. У источном (византијском) делу Римског царства, до 5. века, сви манастири су административно били потчињени владајућим (епархијским) епископима, који су почели да захтевају новчане одбитке од прихода од манастира и њихове економије, а до времена Великог раскола 1054. сви грчки епископи су били монаси — усвајање монаштва постало је неопходна етапа у црквеној каријери. Целибат (целибат без монашког завета) сачувао се само у Римској цркви.
Појава монаштва променила је читав хришћански богослужбени систем, који је почео да функционише по монашким правилима (јерусалимском или студитском). Поред тога, манастири су постали центри учења са сопственим школама и богатим библиотекама, у којима су радили многи преписивачи књига.

## Монаштво у Византији
Од краја 5. века. На Истоку се примећује упоредни пад монаштва, упркос његовим спољним успесима. Број манастира и монаха се умножавао, посебно у Палестини, где је монаха било на хиљаде у лаври Светог Саве, Светог Теодосија и другим манастирима. Отворене су нове територије за монаштво, на пример, у Синајској и Раифској пустињи. Манастирска имовина увећана је великодушношћу добротвора. Права и привилегије монашког сталежа биле су обезбеђене посебним законима.
Укинута је забрана цара Маврикија да у манастире прима чиновнике и војнике који нису одслужили свој рок због протеста папе Григорија Великог. Али значај унутрашњих врлина монаштва почео је да опада пошто је монаштво за многе постало добро утабан пут.

### Сабори 6. века
Више пута је било потребно издавати указе против самовоље лутајућих монаха. Цар Јустинијан је подвргао монахе и монахиње грађанском суду епископа. Подвижници ове епохе су се још чешће него раније трудили да се спасу ван манастирских зидина.
Тамо су се, често, одавали јединственим и необичним подвизима: на стубовима, у дубокој пустињи, заветом ћутања или безумља. Најистакнутији представник овог новог подвига био је Симеон Јуродиви († око 590), који је са 60 година напустио пустињу да би се „заклео у свет“.
Од канонизованих монаха тог времена, већина су били поглавари и ктитори манастира –  монаштво је, у целини, већ надживело свој херојски период личне иницијативе и самоопредељења; и брига о свима. Такви су били Теодосије, поглавар заједничких житија († 529), Сава Освећени († 533) и други.

### Иконоборство и монаштво
Појава у 7. веку ислама и арапска освајања имали су снажан утицај на монаштво. Његова прва домовина, Египат, постала је незгодна за миран и спокојан живот, као и његова друга домовина, Палестина, где је монаштво достигло посебан развој у претходним вековима. Многи манастири су опљачкани и уништени, а указом Омара забрањена је изградња нових. Међутим, број монаха унутар Византијског царства који се све мање повећао у 7. веку. сваке године. У исто време Атос је први пут номинован.
Tokom 8. века ступањем на престо династије Исавријана почела је ера жестоких прогона монаштва. Монаси су били главни поборници иконопоштовања и представљали су низ појединаца који су у борби против иконоборства стекли славу светих мученика.
„Тријумф православља“ (коначна обнова иконопоштовања) 842. године отворило је нову блиставу еру у историји византијског монаштва. Прогнани монаси су се масовно враћали у Цариград, а подизани су и нови манастири. Монаштво је поново чврсто успостављено на Олимпу, у Латри, у Атини, у Солуну и на многим другим местима. Препород је захватио и јужну Италију, где су се у претходном веку населили многи грчки монаси: око 733. године само у близини Барија се искрцало до 1.000 грчких монаха, а од 726. до 742. године у Калабрији је подигнуто до 200 православних манастира. За време првих царева македонске династије, скоро цела територија византијске државе била је пуна манастира. Свако ко је био у прилици сматрао је за готово своју главну дужност подизање манастира. Чак су и сиромашни градили манастире на корпоративној основи.
У то време монашка браћа Ћирило и Методије су спроводили проповед хришћанства међу словенским племенима.
Пошто су манастири почели да прибављају хиљаде јутара земље која је била ослобођена свих пореза, подизали раскошне грађевине и узгајали огромна стада коња, стоке и камила, а опорезиво становништво (сељаци и стратиоти) наставило да се смањује, цареви су одлучили да заузму мере заштите сељаштва. Године 964. новела Никифора Фоке забрањује градњу нових манастира и давања у виду земље. Било је дозвољено само подизање келија и лавра на пустим местима и давање прилога манастирима за сиромашне и убоге. Овај закон је 988. године укинуо цар Василије Бугароубица, а ширење монаштва поново је ослобођено свих ограничавајућих услова.

### Монаштво након Великог раскола
Крај 10. и почетак 11. века била су посебно блистава времена за монаштво. у Јужној Италији, коју су поново заузели Византинци, у манастирима на планини Латри и гори Олимп у Витинији и у самом Цариграду. Михаило Пафлагонац подигао је велелепне манастире за збрињавање реформисаних палих жена, а Константин Мономах је исцрпео целу ризницу на подизању манастира Св. Ђорђа у Мангану. Исак Комнин је прво положио право на манастирско имање и прогонио присталице монаштва, али је пред крај живота и он попустио општем току живота и сам се замонашио.
Остали Комнини су углавном имали наклоњен став према монаштву. Закон из 1178. године, који је био неповољан за манастире и који је фискалним чиновницима давао контролу над поседима манастира, убрзо је укинут, а непосредно пред латинско освајање положај монаштва у границама Византије се развија. Новгородски архимандрит Антоније је избројао 14.000 манастира од Грчког мора до Руског. Према Роберту де Кларију, само у престоници је било 30.000 монаха. Латинска инвазија довела је до жестоког прогона православних монаха Византије. Сличан прогон раније су доживели православни у три источне патријаршије (Антиохија, Јерусалим и Александрија) на самом почетку крсташких ратова, које су азијски Грци називали „најодвратнијим ратом“ . Нешто боља времена наступила су тек под Саладином, који је протерао Латине из палестинских градова, дао хришћанске светиње православнима и вратио им слободу богослужења. Центар целокупног источно-православног монаштва у то време у муслиманским земљама постао је Синајски манастир. Под Палеологом и Византијским царством оно што су заузели Латини углавном је враћено православнима.
Снагу монаштва искусио је и сам Михаило VIII Палеолог у својој борби са Арсенијем Ауторијаном и Арсенитима. Манастири Византијског царства делили су се на мушке, женске и двојне. Било је мање жена него мушкараца. У зависности од организатора и врсте руковођења, то су били:
- царски, ставропигијски или
- и патријаршијски, епархијски, ктиторски, односно приватни неимари,
- харистично, или одобрено, и
- независни.

Њихови статути, или типици, регулисали су цео живот монаха, почев од обавезних литургијских обреда па до времена спавања, узимања хране и др. још увек била велика, али су преовлађујући тип монаха били киновити. На челу појединих киновија стајао је, у зависности од њиховог значаја, игуман, архимандрит (понекад прот) или протосинкел. Били су постављени по избору монаха (понекад жребом) и одобрени од највише духовне власти.
Сваки манастир је имао економа који је надгледао економски део, дохијара, или благајника, и еклисијарха, односно настојатеља храма. Већина западних научника, као и Грк Папаригопулос, имали су негативан став према улози монаштва у историји Византије, приписујући пропадање земље претераном расту ове институције. Противници овог гледишта сматрају да је монаштво благотворно деловало на Византију као чувара православне вере, примера високоморалног живота, образовања и доброчинства.
Отприлике у исто време, у Византији је постојала традиција да исповедају само монашки свештеници (исповедници).

### По Османском влашћу
Под турском влашћу број манастира се нагло смањио, али је њихова структура остала иста. Број женских манастира смањен је на незнатан број, а сви становници (углавном удовице) држе се правила Светога Василија. Мушки манастири се деле на ευοριακα и σταυροπηγια у зависности од потчињености епископима или патријарху. Већина монаха се по свом начину живота мало разликује од сељака, пастира, рибара итд., али их веома поштују и хришћани и Турци.
Међу онима који улазе у манастире су:
- искушеници (αρχαριοι, ρασοφοροι), који су под старатељством старијег монаха;
- монаси мале схиме (σταυροφοροι, μικροσχημοι) и
- Схима-монаси (грч. μεγαλοσχημοι), по повељи никада не напуштају манастир.

## Српско монаштво
Од краја X века појачава се византијска власт над српским Загорјем што је имало за последицу, да се Срби у централним областима, где је у IX веку настала њихова прва држава, почињу све више одмицати од латинског утицаја. На српском подручју, нарочито у Приморју, почели су се јављати поред латинских и грчко-словенски манастири, које помињу и папа Александар I 18. марта 1067. године и папа Климент II у једној недатираној повељи. Осврћући се на писмо папе Александра од 18. марта 1067. године, упућено барском архиепископу Петру, Фрањо Рачки вели, да му папа препоручује, „да се и за самостане како латинске тако и грчке и словенске скрби. Одавле види се, да је у обсегу барске метрополије било самостана једне и друге цркве; одавле и вјероисповједника римске и грчке цркве; али да онда не би још трага раскољу између обију обреда; њему су све бискупије у барској метрополији једнаке. Оне све, као и самостани латински и грчко-словенски, чине ,једну цркву’“. Константин Јиречек узима да су ово били манастири са Србима монасима, који су се од латинских разликовали „по језику својих литургичких књига“. 
Монаштво у Рашкој било је под јаким утицајем Византије У време светих Климента и Наума и њихових посленик развио се богат монашки живот о коме сведоче пустиножитељи  Јован Рилски, Јоаким Осоговски и Гаврило Лесновски. 
Подвижници, какав је био св. Јован Рилски, нашли су следбенике и у другим крајевима Српског царства. Већ у XI веку су се подвизавали св. Јоаким Осоговски и св. Гаврило Лесновски. Први је живео „прво у Бабину Долу, на реци Скрупиште, а затим на месту Сарандапор, под гором Осогово, изнад данашње Криве Паланке, у скопској области“ . Из истога је краја и св. Гаврило Лесновски коме је у XIV веку деспот Јован Оливер обновио манастирску цркву Св. Михаила. За време српске владавине био је овај манастир снажан духовни центар за целу околину: око манастира је било 11 храмова, 3 скита, 2 параклиса и 5 испосница у којима је живело преко 200 монаха. 
Доласком Немањића на чело Српског царства Српска црква и монаштво добили су велику помоћ у обнови манастира и монаштва и подизању нових. Сви владари краљевске породице Немањића за собом су остављали задужбине, храмове и манастире,.Свети Сава и његов брат велики жупан Стефан почели су изградњу цркве Светог Спаса у Жичи који је касније претворен у манастир.
Богородичина црква у Студеници, задужбина Стефана Немање, није завршена за живота свог оснивача. Унутрашњост цркве осликана је тек 1208-09. године.
Стефан Владислав је сазидао своју задужбину манастир Милешеву око 1225. године.  Радослав је обогатио задужбину свога деде Стефана Немање - манастир Студеницу. Он је проширио Богородичину цркву у том манастиру. Од велике вредности је и манастир Морача подигнут 1251-52. године, чији је заштитник и градитељ био Вуканов син Стефана. 
Задужбина краља Стефана Уроша I је манастир Сопоћани са црквом Свете Тројице из 1260, један од највелелепнијих у Србији.
За време краља Стефана Урош II Милутина подигнуто је или довршено више цркава и манастира великог историјског и уметничког значаја:  манастир Грачаница, црква Светог Стефана у Бањској,  црква Богородице Љевишке у Призрену (1313-14), краљеву цркву у Студеници, цркву Светог Ђорђа у Старом Нагоричину и Српски манастир светих Архангела у Јерусалиму. 

## Руско монаштво
У Русији су се манастири почели оснивати од самог почетка званичног ширења хришћанства. Из Цариграда су стигли бројни монаси који једноставно нису могли да се прехране у својој отаџбини. Постоји легенда о оснивању Спаског манастира у близини Вишгорода од стране грчких монаха. У Супраслској хроници се помиње манастир при Десетинској цркви у Кијеву који је основао Владимир II Мономах. Помиње се да је током пожара у Кијеву 1017. године „манастир Софија“  изгорео , али је реч „монастеријум“ на тадашњем језику могла значити не само манастир, већ и саборна црква; У овом случају говоримо о Аја Софији. Лаврентијева хроника наводи о Јарославу Владимировичу под 1037. да су за време његове владавине „почели да се множе манастири и да се појављују манастири“ .
Године 1051. уз учешће Антонија Печерског, који се вратио са Атоса, основан је чувени Кијево-Печерски манастир.
У 12. веку у Кијеву је било до 17 манастира, у Чернигову и Перејаслављу 4, у Галичу и Полоцку 3, а у Смоленску 5, на југу је развој манастира био одложен сталним налетима Половца, Печењега и других номадских народа. Они који траже самоћу зато су бирали мирнија, безбеднија места на северу Русије. Ту се, углавном, развија монаштво. У Новгороду у 12. веку. Постојало је око 20 манастира, у Новгородској области - око 10, у Ростову - 2, у Суздаљу - 4, у Владимиру - 5, итд.
Татарски јарам је довео до уништења неких манастира, али је допринео и изградњи нових. 14. век је био време посебно снажног развоја манастира у Русији. До средине 15. века, преко века и по, основано је до 180 нових манастира. Повећању броја манастира допринеле су, с једне стране, привилегије које је руско свештенство уживало од Татара, ас друге стране јачање верског осећања под утицајем недавних страхота татарске инвазије.
Од посебног значаја је манастир Тројице, који је средином 14. века основао Сергије Радоњешки. Одатле су се монаси ширили по северу Русије, оснивајући нове манастире. У Тверу је основано 11 манастира, у Нижњем Новгороду – 4. Дионисије Суздаљски (14. век) основао је Печерски манастир на обали Волге, његов ученик Јевтимије је основао Спасо-Евфимјевски манастир, а Макарије Унженски, преселивши се са једног места. другом, основао један у Костромској области 3 манастира. У Новгороду је број манастира и даље био већи него било где другде; Градили су их господа, монаси и обични људи. Током одбране града од Дмитрија Донског, Новгородци су спалили 24 манастира у околини града. У близини Пскова настало је 12 нових манастира. У то време на северу Русије настају Прилуцки манастири код Вологде и Кирило-Белозерски (1397).
У 15-16 веку било је до 300 новооснованих манастира. Монах је могао слободно да напусти манастир не тражећи ничију сагласност, изабрао себи забачено место, саградио келију, сабрао неколико душа братије – и настао је манастир, за који више није било тешко добити прилоге од побожних људи. Богати и племенити људи су понекад оснивали своје манастире, који су били потпуно зависни од њих. Велики манастири су из себе слали, такорећи, манастирске колоније - придружене манастире, који су остали под њиховом контролом. Понекад су неки манастири припајани другима по налогу њиховог оснивача или владе.
На челу монашке општине стајали су игуман (неимар у манастирима при већим манастирима; игуман; архимандрит у највећим манастирима; у женским манастирима - неимар, игуманија) и савет најбоље братије. Игумане је обично бирао манастирски савет, али их је могао постављати и епархијски епископ ако је манастир зависио од њега. Игумане најплеменитијих манастира потврђивао је на својим положајима, а понекад их је постављао и сам цар. Без благослова игумана, манастир ништа није могао да предузме, али је морао да се посаветује са саветом. Привредни део био је концентрисан у рукама подрумара, који је био задужен за манастирска имања, све приходе, расходе и дажбине, и за ту сврху имао много помоћника; Манастирском ризницом управљао је благајник. 
Приближно иста структура живота у руским манастирима постојала је у 17. веку, када је  настало више од 220 нових манастира.
Манастири су имали велики значај у животу древних Руса, како у економском, тако и у верском погледу. Оснивање манастира послужило је као једно од најбољих средстава за колонизацију ненасељених подручја. Пустињски становници обично су бирали места за своја насеља која су била удаљена од људског становања; У њиховој близини су се населили људи и тако је настало насеље, које је касније прерасло у велико насеље. Град Устјуг, на пример, настао је у близини манастира Гледеенски, Ветлуга - код Варнавинског, Кашин - код Каљазинског.
Неки од манастира били су окружени каменим зидовима и служили као поуздано упориште против непријатеља, као што су манастири Псков-Печерски, Соловецки, Каљазин, Тихвин и Тројице-Сергијева лавра.
Из манастира су излазили проповедници, који су, ризикујући своје животе, одлазили међу незнабошце и тамо посејали семе хришћанске религије (Исаија и Аврам у Ростовској земљи, Кукша међу Вјатичима, Герасим Вологдски у Вологдској земљи, Стефан Пермски, Исак, Герасим међу Пермјацима итд.). Многи од њих су пострадали мученичком смрћу. Манастири које су неки од њих основали служили су као упориште за ширење и јачање хришћанства међу паганима. На пример, манастир Коневски је допринео преласку племена Чуд у хришћанство, манастир Печенга је допринео преобраћењу Лапонаца, у чијем је преобраћењу касније активно учествовао Соловецки манастир итд.
Манастири су такође били активни шириоци верског образовања у старој Русији. Монаси су читање и преписивање књига посматрали као богоугодно дело. Библиотеке и школе за наставу писмености почеле су рано да се оснивају при манастирима: потребни су писмени људи, између осталог, за вршење богослужења. У Светоандрејском манастиру у Кијеву, кнегиња Јанка Всеволодовна основала је школу за учење девојчица да читају и пишу. 

### 18. век
Петар Велики је на монахе гледао као на људе који „ждеру туђе трудове“, од којих, штавише, потичу „мрачење, јереси и сујеверја“. Наредио је да се нови манастири не граде без дозволе суверена и Светог Синода, да се стари окупљају, а њихове цркве претварају у парохијске цркве. Године 1723. издата је уредба којом се потпуно забрањује пострижење монаха; У опадајућим местима наређено је да се инвалиди, просјаци и богаљи смештају у манастире. Овај указ, који је претио уништењем монаштва, убрзо је, међутим, укинут. Да би се зауставило лутање монаха, било је забрањено кретање од једног манастира до другог; Епископи су, полажући заклетву, обећали да неће дозволити монасима да лутају; свештеници су морали да хватају лутајуће монахе и приносе их епископу. Овако строге Петрове мере против монаштва објашњавају се,  чињеницом да је међу монасима цар наишао на најжешће и најупорније противљење његовим реформама. 
Закони Петра Великог били су донекле ублажени под Елизабетом Петровном. Године 1760. људима свих сталежа било је дозвољено да постану монаси. Године 1762. само у Великоруским губернијама постојао је 881 манастир, скит и скит, од чега 678 мушких и 203 женских.
1764. године, током реформе секуларизације, уведене су државе и број манастира се значајно смањио. Укинуто је 496 манастира (56,3%), од чега 360 (53,1%) мушких и 136 (67%) женских. Према „Духовним државама“ које је Катарина II издала 26. фебруара 1764. године, сви манастири који су поседовали поседе и нису били укинути, изузев лавра (Тројице-Сергијеве и Кијево-Печерске) и оних од којих су направљене саборне цркве.
Након што су 1786. године уведене државе у намесништва Кијеву, Чернигову и Новгород-Северском, а 1793-1795 у новоприпојеним губернијама Минску, Подољску, Волинску, Ковно и Гродно, само 1052 манастира била су подвргнута акцији државе. Према истраживањима В. В. Зверинског, у Русији је у различито време постојало још 910 манастира, али су затворени чак и пре приступања Катарине II.
Зграде затворених манастира преуређене су у касарне, болнице итд. Нови манастири су грађени само уз највишу дозволу. Број монаха у многим манастирима, због оскудице њихових средстава, није се повећавао, па чак и смањивао, често не достижући број који је захтевао особље. У свим манастирима Синод је настојао да уведе заједнички живот како би подстакао подизање монашког морала.

### 19. век
Под Александром I, који је генерално био веома наклоњен монаштву, положај монашрва се значајно побољшао. Градска имовина манастира ослобођена је плаћања и дажбина , а непокретности ван градова ослобођене су плаћања дажбина у благајну. Манастирска имовина је 1812. године ослобођена пореза утврђених манифестом од 11. фебруара у време најхитније потребе државе за новцем. Све је то довело до повећања броја монаха.
У 19. веку је врло мало манастира оснивано редовно, у смислу прописа из 1764. године, односно уз извесну помоћ из благајне, али је укупан број манастира веома порастао. Пре свега, значајно је у том погледу било припајање нових крајева (Грузија, Бесарабија), у којима су већ постојали православни манастири, затим претварање староверских скитова у једноверне манастире, а грчких унијатских манастира у православне.
До 1. јула 1896. године у Русији је било 789 манастира, испосница, скитова и женских општина (не рачунајући неколико придружених манастира у којима је живело само неколико монаха да би вршили богослужења), од којих 495 мушких, укључујући 4 лавре, 64 епископских кућа, 7 ставропигичких, 54 прворазредних, 67 другоразредних, 115 трећеразредних и 184 неразредних. Од 294 женска манастира, 19 је прворазредних, 33 другоразредних, 76 трећеразредних, а 166 неразредних.
Међу 789 манастира било је 15 староверских манастира (8 мушких и 7 женских), и то: 3 Иргиз, 3 Кержен, 2 у Новозибковском округу Черниговске губерније (Покровски мушки И класе и Малино-Островски женски предстража) и по један. у провинцијама: Кострома (Високовски-Успенски мушки 3. класе), Могилев (Чонско-Макарјев-Успенски мушки 3. класе, један манастир му је додељен), Уфа (Воскресенски мушки у Златоуст округу), Таврички (Корсунски мушки), Владимир ( Всехсвјатски женски комунални манастир у Шуји), Москви (Кладбишенски женски конак у Москви) и Уралској области (Покровски женски конак у Уралску). Првих 11 (осим Воскресенског) претворено је у староверске манастире у првој половини 19. века од староверских скитова, последња три су настала самостално у другој половини 19. века.
До краја 19. века, од 725 манастира, 653, или 90%, било је у Европској Русији, 36, или 5%, на Кавказу 3, или 0,4%, у Краљевини Пољској 3, или 0,4 %, у Финској, и 3, или 0,4%, у Азији - 30, или 4,1%. Највећи број манастира налази се у провинцијама: Москва (54), Новгород (39), Владимир (30), Твер (27), Нижњи Новгород (26), Јарослављ (24), Вологда (20), Кијев (20). ), Тамбов (20 ), Кострома (16). Отприлике 37% свих манастира налази се у градовима (преко 28% свих мушких и преко 51% свих женских манастира). На Кавказу се скоро сви манастири налазе подаље од градова у Сибиру, углавном се налазе у градовима;
Године 1892. укупан број становника манастира износио је 42.940 људи (7.464 монаха, 6.152 искушеника, 7.566 монахиња и 21.758 искушеница). Манастири чине 0,06% укупног православног становништва Русије (0,04% мушког и 0,08% женског становништва). Од 1840. до 1892. године број монаха је повећан за 40,50%, искушеника за 47%, монахиња за 227,55%, а искушеника за 299,61%. Године 1840. по манастиру је било у просеку 13 монаха и 9 искушеника, 1892. године било је 15 монаха и 12 искушеника; Однос између броја монаха и монахиња у кадру и стварног броја монаха и монахиња у различитим периодима може се видети из следећих података:

### 20. век
После Октобарске револуције 1917. године за монаштво су наступила тешка времена. Манастири су били подложни уништавању и затварању. Многи рурални манастири су пререгистровани у земљорадничке задруге, што је многима омогућило да опстану још неколико година. Још један ударац монаштву био је обновитељски раскол, чији су се идеолози залагали за ликвидацију манастира. Резултат активности совјетске комунистичке владе био је да до почетка 1930-их у СССР-у практично није било манастира. Штавише, власти су настојале да ликвидирају не само легалне већ и тајне манастире.
Од 1988. године у СССР-у се масовно отварају раније затворени манастири, што се још активније наставило након перестројке у постсовјетским земљама.

## Западно хришћанско монаштво
Запад се са монаштвом упознао захваљујући Атанасију Александријском, који је побегао у Рим 339. године. Монаштво је почело да се шири широм Италије (на северу, углавном захваљујући делатности Јевсевија Верчелијског и Амброзија Миланског. Најистакнутија улога у историји монаштва крајем 4. и у 5. веку. припада Мартину од Тура, Светом Августину и Јовану Касијану.
У 4. веку. Монаштво је продрло у Шпанију и на Британска острва. На Западу је монаштво рано изазвало знатно противљење, које на Истоку готово да није ни било. Прихватајући и развијајући ставове блаженог Августина, западна црква је себе сматрала носиоцем правде и доброте, „царства Божијег“ на земљи, и видела свој највиши циљ не у одрицању од света, већ у његовом спасењу. Западно монаштво је готово потпуно изгубило свој пасивни, контемплативни карактер, постало је активно, стекло практичне задатке и доживело дугу историју какву источно монаштво није имало.
Први корак у развоју у новом правцу учињен је у 6. веку. захваљујући реформи Бенедикта Нурсијског. Његова повеља, која има много заједничког са повељама Пахомија и Василија, поред три уобичајена завета – сиромаштва, целомудрености и послушности – захтева и завет „сталности“ (стабилитас лоци), обавезујући монахе на доживотно пребивање у манастир у који су ступили као искушеници. Флексибилност и практичност Бенедиктовог правила огледа се у оним поглављима која се баве послом, храном, одећом – овде је предвиђена могућа различитост узраста, физичке снаге, климатских услова. Бенедиктинизам се широко проширио на Западу: до краја 8. века сви монаси Европе су били бенедиктинци, са изузетком Ирске и неких шпанских манастира.
У рукама цркве и монаха нагомилали су се огромни земљишни поседи и друга богатства, којих се монаштво није одрицало, тврдећи да завет сиромаштва забрањује само приватну својину. Ово богатство привлачило је људе у редове монаха који су се руководили искључиво себичним мотивима. Понекад су световни земљопоседници стварали чисто фиктивне манастире да би добили земље додељене таквим манастирима од дужности које су лежале на световним земљиштима. Покушаји да се поправи стање у 8-9. није донео трајне резултате, а у 9-10 в. монаштво је било у најтужнијем стању.
На челу новог реформског покрета била је опатија Клуни, основана 910. године. Створена је прва конгрегација, односно савез великог броја манастира са јединственом повељом и централизованим управљањем. У 11. и 12. веку. Готово сви манастири Француске и Бургундије били су у конгрегацији Клунијака, а у многим земљама постојали су манастири које су основали Клунијаци. Друге скупштине су почеле да се појављују на истој линији.
Општи препород цркве допринео је настанку нових редова. Године 1098. основан је цистерцитански ред - најпознатији ред ове епохе после клунијака. Добио је посебан значај под Бернардом од Клервоа.
У 13. веку. Појавили су се просјачки редови: кармелићани, фрањевци и доминиканци. Бавили су се проповеди, подучавањем, помагањем болеснима и сиромашнима, као и парохијско свештенство у свом раду. Монашки покрет је доживео опадање у 14. и раном 15. веку, али су током наредна три века настали многи нови редови, од којих ниједан, међутим, није стекао шири утицај.
Реформација је, уништивши власт римског престола у половини Западне Европе, лишила монаштво огромног броја манастира и земаља. Потреба коју је Реформација створила да се предузму мере за исправљање католичке цркве изазвала је критички однос према монаштву унутар самог католичанства. Да би се повећао утицај Римске цркве, створена је Дружба Исусова, језуитски ред. Она је прихватила све монашке завете, али је у ствари отворено поставила за циљ јачање власти католичке цркве, и у ту сврху била је спремна да иде на све начине. Језуити су унапредили послове Римске цркве и остварили велики културни рад као мисионари, просветитељи и научници.
У историји западног монаштва у 16-19 веку не може се указати на нове значајне појаве које би се могле поредити са просјачким редовима или језуитским редом. Осамнаести век је створио услове који су били крајње неповољни за монаштво: политика такозваног просвећеног апсолутизма и Француска револуција је задала тежак ударац монаштву у оним земљама у којима је оно преживело реформацију. Ни 19. век није поправио положај западног монаштва. Обнова је довела до обнове самих монашких редова - доминиканаца, бенедиктинаца, картузијанаца, траписта итд. У Португалу и Италији манастири су потпуно забрањени.
Током реформације, протестанти су задржали само два манастира: лутерански Локум и опатије Амелунгсборн у Доњој Саксонији. Међутим, почев од 19. века монаштво је почело да оживљава међу лутеранима, англиканима и методистима – бенедиктинцима, фрањевцима и тзв. „бесплатну“ повељу.